# ベルリン封鎖

西ベルリンのテンペルホーフ空港に物資を空輸してきたC-54輸送機を見上げるベルリン市民

ベルリン封鎖（ベルリンふうさ、ドイツ語: Berlin-Blockade）は、第二次世界大戦終結後の1948年6月25日、ソビエト連邦政府が、西ドイツの西ベルリンに向かう全ての鉄道、道路と運河を封鎖した事件である。冷戦初期を象徴する出来事である。
この封鎖の結果、西ベルリンは陸の孤島と化したが、米国・英国・フランスの西側三国は、西ベルリンへの物資供給のため大規模な空輸を実施して対抗した。西側三国とソ連間の交渉の結果、1949年5月4日、封鎖解除に関する米英ソ仏四国協定が成立して解決を見た。

## 背景

### 分割統治

連合国各国に分割占領されたドイツ

ソ連占領地域内にある首都ベルリンは、別途4か国で分割占領された

1945年7月17日から8月2日まで、戦勝国は戦後ヨーロッパの構想をポツダム協定に基づいて、オーデル・ナイセ線の西側を4つに分割し、4か国で臨時統治することを決めた。その4カ国とは、アメリカ、イギリス、フランス、そしてソ連であった。これらの支配地域は都市の場所ではなく、戦勝国の軍の現在位置によって、大まかに決められた。連合国統治評議委員会はベルリンについても、同様に4つに分割されることになり、160 平方キロメートルがソ連統治下に収まった。アメリカ、イギリス、フランスは都市の西側を統治下においた。
東側はソ連が共産党（KPD)と社会民主党（SPD)を統合し、ドイツ社会主義統一党(SED)を結成させ、SEDはマルクス・レーニン主義であって、ソ連の傀儡ではないと主張した。SEDの指導者たちは反ファシスト且つ民主主義政権、議会制民主主義の確立を要望していたものの、ソ連軍政はその他全ての政治活動を抑圧した。また、ドイツの工場、設備、技術者、経営階層や、熟練工員はソ連へと接収された。
1945年6月の会合で、スターリンはドイツの共産主義の指導者たちに、支配地域内のイギリスを徐々に弱体化させていき、アメリカは1年～2年以内には撤収し、影響力が無くなるだろうと語った。これによりソ連による共産主義支配が進み、スターリンらは1946年初めに、ブルガリアとユーゴスラヴィアの代表団を訪れ、ドイツはソ連側に置かなければならないと語った。
ベルリン封鎖に至った要因としては、ベルリンへと至る道路や鉄道について、公式協定が無かったことがあげられる。戦争終了時点で、西側指導者はソ連の良識に任せてしまっていた。その時点では、西側はソ連が列車を1日に1線路10便に制限したのは一時的なものだろうと考えていたが、後に、ソ連側は輸送路の拡張には拒絶の意を示した。
ソ連はベルリンへの空路はハンブルク、ビュッケブルク、そしてフランクフルトのみに限定していた。1946年、ソ連軍は農作物の配送をストップさせ、アメリカ軍司令官ルシウス・D・クレイは西ドイツからソ連への解体した工業製品の輸送を止めることで応酬した。ソ連はこの措置に対して、アメリカの政策に反対するキャンペーンを行ない、占領下の行政活動を妨げる措置をとった。
1948年にベルリン封鎖が始まるまで、トルーマンは1949年に予定していた西ドイツ政府の設立後も、アメリカ軍を西ベルリンに駐留させるべきか決めかねていた。

### 1946年の選挙とベルリン
ベルリンは間もなく、アメリカとソ連のヨーロッパ再興の思惑が交錯する中心地点となった。ソ連の外務大臣、ヴャチェスラフ・モロトフはこう記している。「ベルリンで起きることは、ドイツに影響する。ドイツで起きることはベルリンに影響する」。ベルリンは戦争によりかなりの損害を受けていた。戦争前は430万の人口を誇っていたが、戦後は280万に減っていた。
1945年から1946年にかけて、ソ連領内のドイツ人は強制移住や、政治的抑圧、厳寒を耐え忍び、ソ連に対して、敵意を感じていた。1946年の州議会選挙・大ベルリン（東西両地区）の市議会選挙の結果は、特にソ連支配下のベルリンにおいては反共産主義の抗議を表した投票結果となった。ベルリン市民は非共産主義者に投票していた。

## 政治的地域分布

### 西ドイツ移行への動き
アメリカはドイツがソ連支配下に落ちてしまうのは避けられないだろうと見ており、アメリカ大使ウォルター・ベデル・スミスはアイゼンハワーに対して「我々の要求事項をソ連の意に添うような妥協した条件で、ソ連からの合意を引き出した結果のドイツ統一は望んでもいないし受け入れない」といった。アメリカ側は極秘裏に西ヨーロッパの経済を再興するために、ドイツを取り込む必要があった。
ベネルクス三国の代表者は1948年前半に2度ロンドンで会合の場を持ち、そこでの決定によって、ソ連がどう出るかは別として、ドイツの今後について議論した。結果的にはドイツ対外債務に関するロンドン協定はロンドン債務協定として知られるようになった。1953年のロンドン債務協定に基づいて、ドイツの賠償金は50 %減の150億マルクに減らされ、支払期限は30年延長され、急速に再興するドイツ経済へのインパクトは軽微であった。
この会議の声明に対して、1948年1月下旬、ソ連はベルリンへと運行しているイギリスとアメリカの列車の乗客に対して身分証の提示を求めるために停車させるといったことを始めた。1948年3月7日に、マーシャルプランの延長が決まり、西側諸国のドイツの経済統合が決定し、連邦政府の設立が合意された。
3月9日に、スターリンとその軍事アドバイザーが会議を行ない、会議のメモを1948年3月12日に、モロトフに送付、メモの内容はベルリンへの通行を規制することで、西側の政策をソ連の意に沿うようにするというものだった。連合国軍評議会は1948年3月20日に最後の会議を行ない、ワシーリー・ソコロフスキーがロンドン会議の結果の共有を要求し、ロンドン会議で交渉にあたった者からは最終結果はまだであるということを聞き、ソコロフスキーは「この会議の継続に意味を見出せないので、閉会を宣言する」と言った。
ソ連代表団は立ち上がり、退場した。トルーマンは後に「ドイツの大部分に関しては、以前からそうだったが、4か国による統治が決定的に機能不全となってしまった。ベルリン市にとっては、とてつもない危機になってしまった」と述べている。

## 4月危機と少量空輸
1948年3月25日、ソ連はアメリカ、イギリス、フランスの占領下にあるドイツとベルリンの軍隊と乗客の往来を制限する命令を発行した。この新しい施策は4月1日に始まり、貨物はソ連側の許可なくして、ベルリンから運び出してはならないものだった。各々の列車とトラックはソ連当局のチェックを受けることになった。4月2日には、クレイ将軍は全軍用列車の停止を命令し、駐屯部隊は飛行機で移動するよう命令を下し、これは『少量空輸』と呼ばれた。
ソ連は1948年4月10日、西側の軍用列車の往来の制限を緩和したものの、引き続き、75日間にわたって、一定周期で鉄道と道路網の妨害を続け、一方のアメリカは貨物輸送機で軍の派遣を続けた 。6月には1日20回の飛行が行われ、ソ連の行動への備えとして、食料品を貯蔵していった。ベルリン封鎖は6月の終わりに始まり、そのころには主な食料品については最低でも18日、物によってはそれ以上に供給されており、以後の空輸までの時間的余裕が構築できた。
同時に、ソ連軍の飛行機が西ベルリンの空域に侵入し、嫌がらせ行為をおこなった。4月9日には、ソ連空軍 Yak-3がイギリス空軍ガトゥー飛行場近くでブリティッシュ ヨーロピアン エアウェイズ ビッカース バイキング 1B 旅客機と衝突し、両方の飛行機の乗員が死亡した。この事件はソ連と西側の緊張を高める結果となった。
4月のソ連内部の報告では、「我々が課した制限によって、ドイツにおけるアメリカとイギリスの威信にダメージを与えられた」としており、アメリカは空輸には高い犠牲を払うことになるだろうと認めたと報告している。
4月9日、ソ連はアメリカ軍の通信設備のメンテナンス人員の退去を求め、ビーコン装置の使用を阻み、空路の利用を困難にした。4月20日、ソ連は、今度は船がソ連支配区域に入る際には入域許可が無ければならないということを要求した。

### 通貨危機
西ドイツの安定的な経済の構築のために、ライヒスマルクの改革を必要としていた。ソ連は戦争中に価値の下がったライヒスマルクを、なおも刷り続けることでインフレーションを悪化させ、結果的に紙巻きたばこが事実上の通貨として使われたり、あるいは物々交換で商取引を行なっていた。ソ連は西側の改革には反対していた。新しい通貨の発行は不当で一方的であると主張し、西ベルリンと西ドイツの陸上交通の接続を全て切断した。ソ連はドイツの新しい通貨はソ連が発行する通貨が有効であると考えていた。
非ソ連区域では、ソ連以外の国家によって新通貨が導入されることが予期されたので、ソ連は1948年5月に軍を差し向け新しい通貨を導入し、ソ連支配下のベルリンではソ連以外の国家による通貨の使用は認めないとした。6月18日、アメリカ、イギリス、フランスは6月21日に、ドイツマルクを導入するとしたが、ソ連はベルリンにおいては法定通貨としては認めないとした。西側は既に2億5000万ドイツマルクをベルリン市に輸送しており、すぐにベルリンの基軸通貨となった。スターリンは西側がベルリンを放棄するように仕向けようとした。

## 封鎖

### 封鎖開始

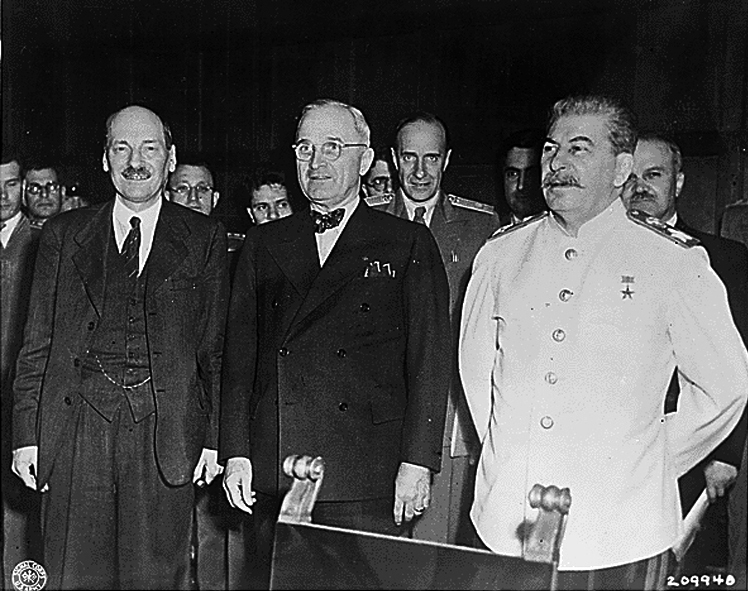
ポツダム会談におけるクレメント・アトリーとハリー・S・トルーマン、ヨシフ・スターリン（左から）

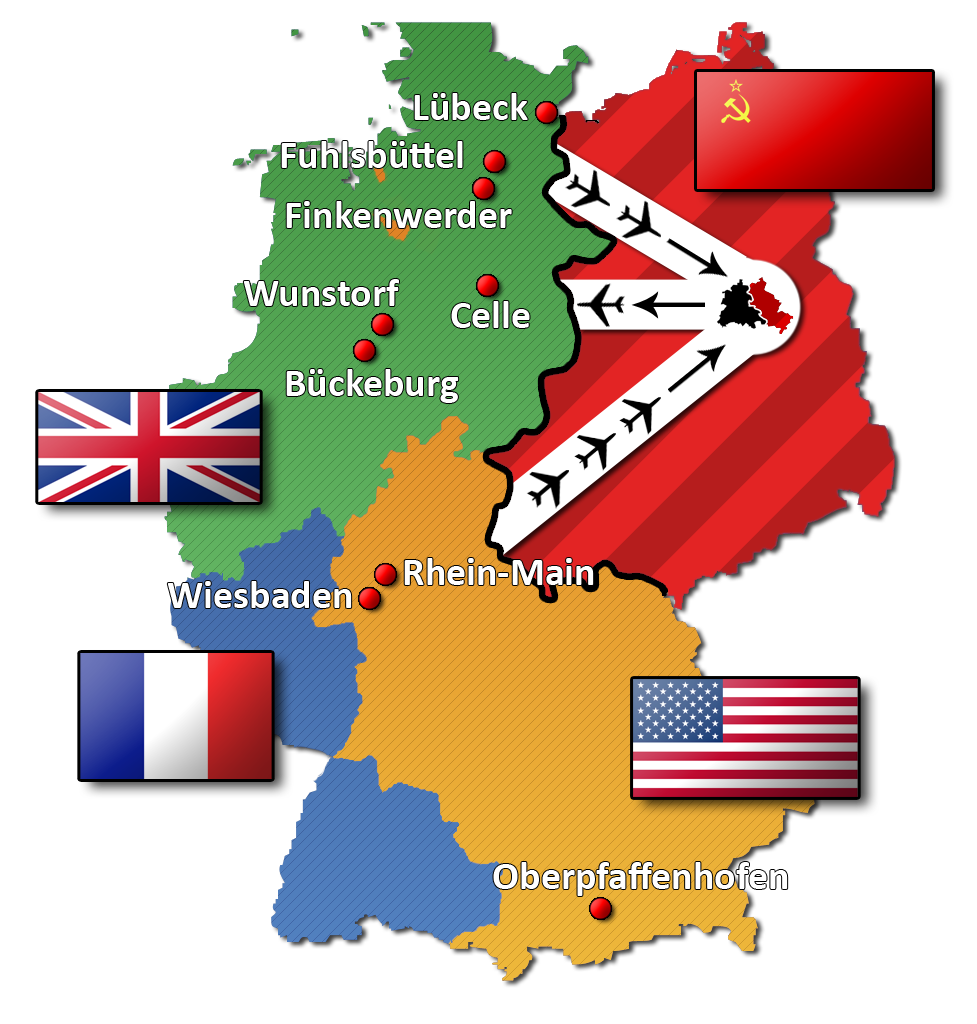
西側占領地域と西ベルリンを結ぶ航空路

1948年6月18日にドイツマルクの導入が発表された後、ソ連の警備兵はベルリンとつながっている全旅客列車と高速道路網を封鎖し、西側の航空貨物を遅延させ、水運もソ連側の特別な許可が無ければならないとした。6月21日、ドイツマルクが発行され、ソ連軍はベルリンへと向かう軍用列車を停車させ、西ドイツへと送り返した。6月22日、ソ連は東ドイツマルクを導入すると発表した。
同日、ソ連側の代表は、西側各国代表に対して、「貴国らとベルリン市民は、ソ連占領下にあるベルリンにおいて、通貨流通を独占しようとしている。そのため、経済制裁並びに行政的制裁を課す可能性があることを警告する。」と述べた。ソ連はイギリス、アメリカ、フランス3か国に対する大規模なプロパガンダをラジオ、新聞、ラウドスピーカーを通じて行った。ソ連は巧妙に喧伝された軍事作戦を実施した。ソ連の部隊がベルリンを占領するのではないかという噂が急速に広まっていた。ドイツの共産主義者は、ソ連領内の地方政府に参画している新西ドイツの指導者に対して攻撃を仕掛けていた。
6月24日、ソ連は非ソ連圏とベルリン間の陸路・水路の接続を供与した。同日、ソ連はベルリン内外への鉄道と水運を停止させた。西側はイギリスとアメリカの区域から東ドイツへの全鉄道網を停止させるという逆封鎖に打って出た。続く数か月、この逆封鎖策は東ドイツにダメージを与え、石炭と鉄鋼の出荷が滞り、ソ連区域の産業発展を阻害させることに成功した。6月25日ソ連はベルリンの非ソ連区域の市民への食糧供給をストップさせた。ベルリンから西側への自動車での移動は許可されたが、橋の修理が必要であるのを理由として、23 km迂回する必要があった。ソ連はまた、ベルリンで稼働していたメインの発電所を支配下に置いて、電力供給を停止するなどした。
非ソ連区域からベルリンへの地上を使った通行は封鎖されていたが、唯一空路は開かれていた。ソ連は過去3年間ベルリンの非ソ連区域において、イギリス、フランス、アメリカに道路、トンネル、鉄道、運河の使用許可の法的な要求を突っぱねていた。ソ連の善意に頼っていた3か国はベルリンに入るまでにソ連区域を通る権利を保障する交渉も行わなかった。
その時点では、西ベルリンの各物資の備蓄状況は、食料は36日分、石炭は45日分があった。軍事的には、アメリカとイギリスは戦後復員を進めており、人員が少なくなっていた。アメリカは他の西側と同様に、多数の部隊を解体し、ヨーロッパ戦域ではかなり小規模になっていた。アメリカ陸軍は1948年2月までには552,000人にまで人員を減らされていた。ベルリンの西側の人員はアメリカ軍は8,973人、イギリス軍は7,606人、フランス軍は6,100人であった。1948年3月、西ドイツのアメリカ軍の98,000人の内、31,000人だけが戦闘部隊であり、予備1個師団があるのみだった。一方のソ連軍は150万にも上る兵力でベルリンを包囲していた。ベルリンのアメリカ軍2連隊はソ連軍の攻撃に対して、太刀打ちできそうもなかった。アメリカの戦争計画は数百の原子力爆弾に基づいたものであったが、1948年半ば時点でわずか50基のファットマン級の原子力爆弾があるだけであった。1947年の終わりまでには65機のシルバープレートB-29を製造予定であったが、1948年3月時点で、当初目標の65機があるのみで、パイロットも不足していた。1948年7月、8月には3機のB-29が到着した。必要であれば核兵器での報復も辞さないとする姿勢を示す意図があったものの、ソ連側は恐らくは原子力爆弾が搭載されていないことを知っていた。最初のシルバープレートの爆撃機が到着したのは、ベルリン封鎖も終わりになろうかという1949年4月のことであった。
クレイ将軍は、ドイツのアメリカ占領地域の責任者で、1948年6月13日、ワシントンDCにドイツから撤退すべきではない旨を要約した内容の電報を送った。
「ベルリンで我々アメリカが現在の立ち位置を維持することは難しいが、それを基に決断を下してはならない。我々はベルリンにとどまり続けなくてはならず、そしてそれがドイツ並びにヨーロッパでの威信を明示することになる。善かれ悪しかれ、アメリカの意図を知らしめることになる」
ドイツのソ連軍政府はイギリス、フランス、アメリカには黙認する以外選択肢がないと考え、ベルリン封鎖の開始を祝った。 クレイ将軍は、ソ連が第三次世界大戦を始めるとみられなくないため、ハッタリを掛けているのだろうと考えた。クレイの見立ては、スターリンは戦争を望んでおらず、西側は慎重であり、戦争回避の道を選択し、西側から譲歩を得ることを目的としているとした。 アメリカ空軍司令官のカーティス・ルメイは、地上部隊がベルリンへの到達を試みている間、護衛戦闘機を伴ったB-29をソ連空軍基地に接近させ、封鎖への抗議行動を支持したとされるが、ワシントン側は却下した。
ワシントンでは、1948年6月に全面封鎖が始まる少し前からジョージ・マーシャル国務長官は腎臓病で入院しており、同月末に空輸を最大限に利用すればベルリン市民に食糧を供給できるというトルーマン政権の方針が固まるまでの各種会議には、ロバート・A・ラヴェット次官が国務省を代表して出席した。ラヴェットは、大戦中にヒマラヤ山脈越え空輸を経験した合衆国在欧空軍司令官カーチス・ルメイ中将と陸軍参謀本部計画・運用部長アルバート・ウェデマイヤー中将（査閲のため滞欧中）に相談して、空輸で少なくともベルリン市民の食糧供給は可能だと確信し、ジェームズ・フォレスタル国防長官にその旨を伝えた。大戦中の航空担当陸軍次官補時代の経験から、空軍がベルリン空輸に輸送力を集中させるのを嫌うことを予測して、ラヴェット次官は正式な指揮系統を通さず私的に研究し、世界の全地域から貨物輸送に使用可能なあらゆる種類の航空機をベルリン空輸に集中させるよう空軍参謀総長ホイト・ヴァンデンバーグ大将に指示した。ヴァンデンバーグ空軍参謀総長は強く反対したが、ハリー・S・トルーマン大統領が説得されて空輸を支持していたため手遅れだった。

### 「ベルリン大空輸」開始

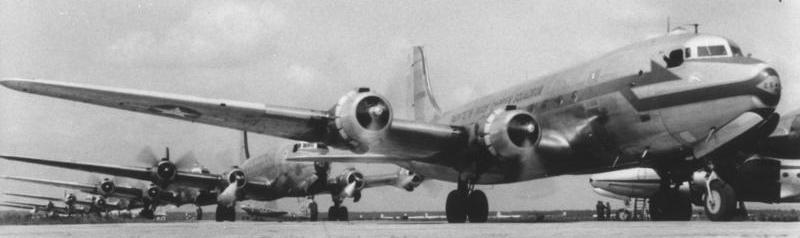
ラインマイン空軍基地を離陸するC-54輸送機

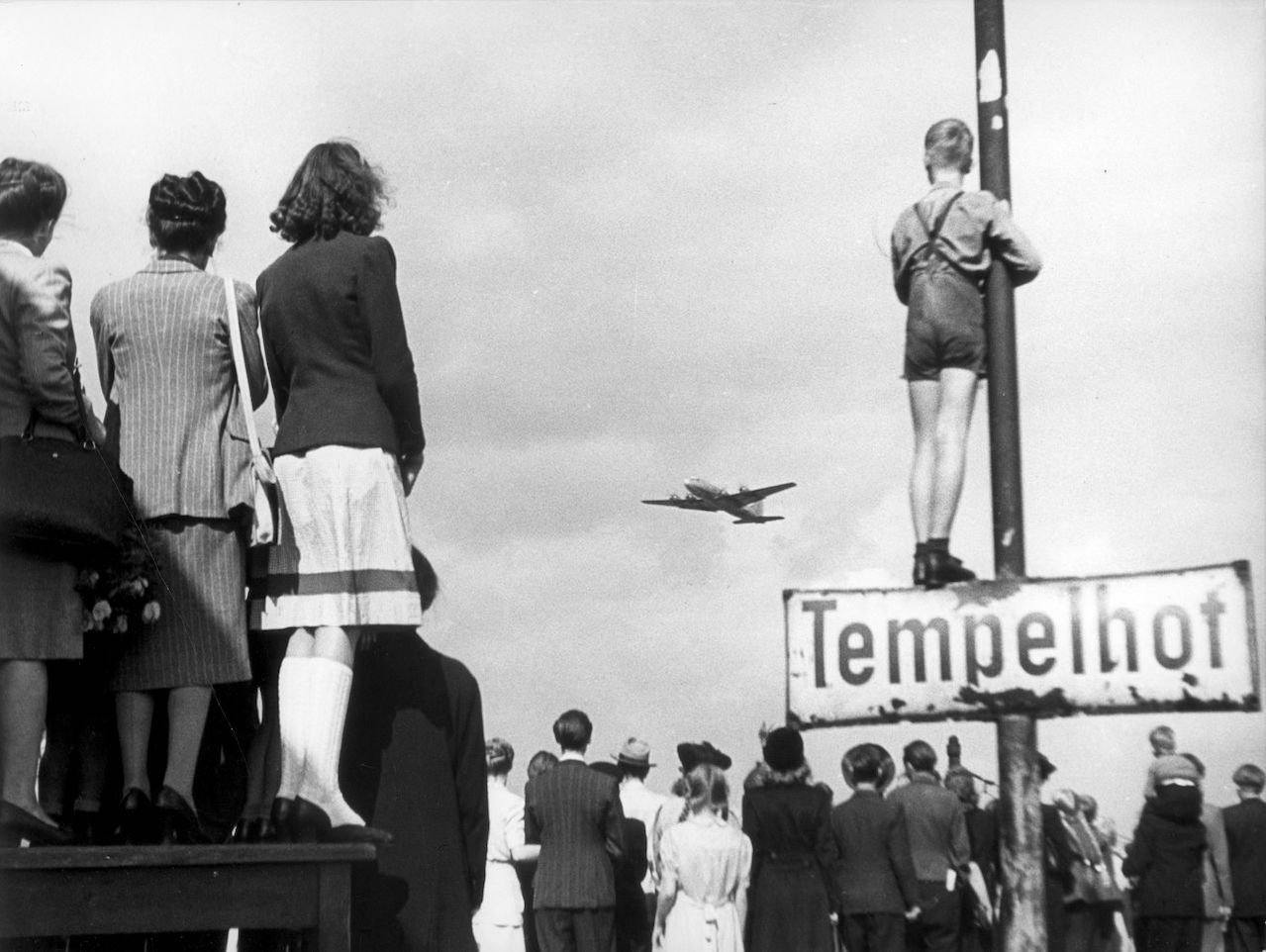
テンペルホーフ空港に着陸する輸送機

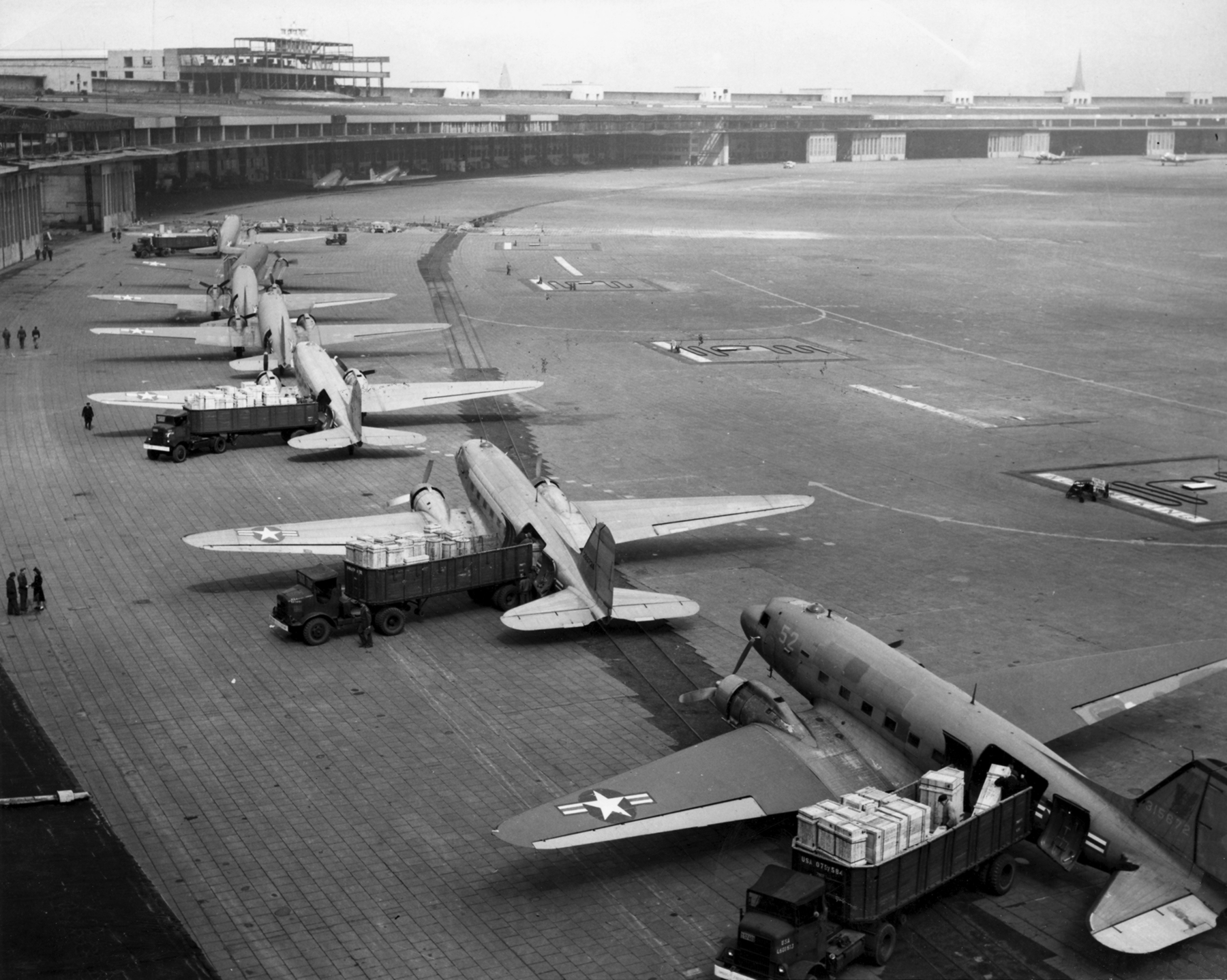
テンペルホーフ空港で物資を降ろすC-47輸送機

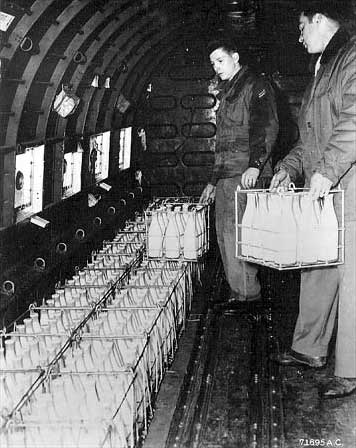
輸送機に搭載された牛乳

地上ルートに関しては交渉されたことはなかったが、空路についてはそうではなかった。1945年11月30日、3つの25マイル幅のベルリンへの空中回廊が合意に至っていた。
空輸を行なうか否かは、効果と規模にかかっていた。もし、物資が迅速かつ十二分に供給できなければ、ベルリン市民の餓死を避けるためにはソ連に頼らざるをえなくなる。クレイはルメイから空輸が可能かどうかアドバイスを得てはどうかと相談された。当初は、石炭を運べるかという質問に対して、ルメイは驚いたものの、「何であっても運べる」と答えた。
また、アメリカ軍がイギリス空軍に共同空輸の可能性を相談したところ、イギリス空軍はすでにベルリンでイギリス軍への空輸を実施していた。
アメリカ軍政府は、1日の最低配給量1,990キロカロリー（1948年7月）に基づき、1日に必要な物資の合計を、小麦粉と小麦が646 t、穀物125 t、脂肪64 t、肉・魚109 t、乾燥芋180 t、砂糖180 t、コーヒー11 t、粉ミルク19 t、赤ちゃん用ミルク 5 t、生イースト3 t、乾燥野菜144 t、塩38 t、チーズ10 tとしている。200万人以上のベルリン市民を維持するには、合計で1,534トンが毎日必要だった。さらに、電力や暖房のために、石炭、軽油、ガソリンも毎日3,475 tが必要だった。
これら物資を輸送するのは簡単ではなかった。戦後動員解除が進んだため、ヨーロッパに駐留しているアメリカ軍にはC-47がわずか2グループ、公称では96機の航空機が3.5 tだけを輸送できる状態だった。ルメイは全力を尽くして1日100往復の輸送を行ない、1日300 tの物資を輸送できると考えていた。イギリス空軍はドイツの方に航空機を配置していたため、アメリカ軍よりは備えがあり、1日400 tの輸送ができる見込みだった。
イギリスは短期的にはベルリン空輸のため、あらゆる航空輸送を一時停止することで1日750 tの輸送が期待された。長期間の作戦のため、アメリカは可及的速やかに航空機を追加し、ベルリンの空港への飛行量を増やす必要があった。唯一適した航空機が、4発エンジンのC-54スカイマスターとアメリカ海軍のR5Dで、そのうち、565機を保有しており、軍事航空輸送部には、268機があり、兵員輸送団には168機、その他80機がアメリカ海軍にあった。そして、ドイツ向けに発注しているC-54に加え、民間で運用中のC-54、447機が緊急時に備えて飛行可能な状態であった。
イギリスよりベルリン空輸が実現可能である裏付けが取られ、ベルリン空輸が最良の手段と思われた。唯一の懸念点はベルリンの人口の多さにあった。クレイはベルリン市長のエルンスト・ロイターと彼の側近ヴィリー・ブラントを招集した。クレイはロイターに「この通り、空輸を行う予定ですが、うまくいくかどうかは保証しかねます。うまくいったとしても、ベルリン市民が寒さと飢えに苦しむとは思います。そして、ベルリン市民が耐え抜くことができなければ失敗に終わります。私はベルリン市民がこの空輸を受け入れるというあなたの保証がなければ、実行に移したくありません。」といった。ロイターは、疑念を抱いたものの、クレイにベルリンは必要な犠牲を被る覚悟があり、ベルリン市民はクレイの行動を支援する用意があると保証した。
アルバート・ウェデマイヤー将軍は、ベルリン封鎖が起きたとき、視察のためヨーロッパにいた。彼は1944年から1945年まで中国・ビルマ・インド戦線の司令官で、インドからヒマラヤ山脈のハンプを越えて、中国への空輸を行ったことがあった。彼はベルリンの空輸に賛同し、強力な後押しを得た。イギリスとアメリカは直ちに共同作戦を開始することに同意した。アメリカはヴィタル作戦と名付け、イギリスはプレインフェア作戦と名付けた。オーストラリア軍による空輸の参加は1948年9月に始まり、これはペリカン作戦と名付けられた。
イギリスはカナダに飛行機と乗組員の供与を求めたが、カナダは戦争のリスクと事前に相談を受けていないとして却下されてしまった。
6月27日、クレイはウィリアム・ドラッパーに現在の状況を要約した電報を打った。
既に、6月28日月曜日に最大規模の空輸が開始するよう手配しております。我々は70機のC-47を利用可能で、これによって空輸が持続できます。イギリスが利用可能な機数につきましては不明ではありますが、ロバートソン将軍は本当にそれだけの機数が利用できるか懐疑的であります。我々ベルリンの2つの空港は一日につき50機の追加の航空機が利用できる状態です。空輸に使用する航空機はC-47、C-54ないしそれに類似する着陸特性をもった航空機でなければならず、サイズが大きい航空機は欲しておりません。ルメイは2つのC-54のグループを編成するよう促しました。この空輸でもって、我々は1日に600ないし700 tを輸送できなくてはなりません。通常の食料で1日2000 tが必要でありますが、1日に600 tの輸送(輸送効率を最大限に活用するため乾燥食品)は、ドイツ国民の士気を高め、ソ連の封鎖に対して、妨害することにつながります。これを達成するためにも、ドイツへ最速で50機の追加輸送機を送って下さい。一日一日の遅れが、我が国のベルリンでの地位を低下させることにつながります。これら輸送機を最大限に生かすためにも乗組員も必要です。クレイ、1948年6月。
イギリス軍は、ハンブルク地域のいくつかの飛行場から南東へと飛行し、イギリス支配地域のガートーへと飛行し、ハンブルクへと帰還もしくはハノーヴァーへと着陸した。しかし、アメリカとは異なり、イギリスは南東の飛行回廊を使って、往復飛行を行なった。時間節約のために、ベルリンに着陸せず、石炭といった物資を空中から飛行場に向けて投下したこともあった。7月6日、ショート ヒースも加わった。ハンブルク近くのエルベ川のフィンケンヴェルダーからガートー近くのハーフェル川へと着陸し、機体の腐食の強さを生かして、粉ミルクと塩の輸送任務にあてがうことができた。オーストラリア空軍も、イギリス軍に貢献した。
様々な飛行特性を持ち、かつ多数のフライトを行うためには、緊密な連携が必要であった。スミスとそのスタッフはブロックシステムと呼ばれる複雑な航空タイムテーブルを構築した。C-54とC-47のベルリン空輸を8時間3シフトで構成した。輸送機は4分毎に離陸し、1,500 m上空の飛行を始点として、次に飛行する航空機は、その300 m上空を飛ぶというサイクルを5回繰り返した。この積み重ねた飛行システムは後に梯子と呼ばれた。
空輸の第1週目は一日平均して90 tの輸送にとどまっていたが、第2週目は1,000 tに達した。これにより、当初考えられていたわずか2週間では十分な量となった。東ベルリンの共産主義の新聞は、この計画を一蹴し、アメリカの面目とベルリンにおける地位を保つだけの無駄な試みと報じている。
乗組員の奮闘と日々日々増える輸送量を華々しく報道していたにもかかわらず、USAFEは空輸の専門知識を持っていないために、空輸が機能していたとは言えない状況だった。メンテナンスはおざなりで、乗組員は効率よく使われていたとはいえず、輸送機も十二分に活用されておらず、飛行記録もきちんととっていなかった。目立ちたがりな一時乗組員が実務的な空気を阻害していた。この問題については、1948年7月22日のクレイとの会議で、長期間の空輸が不可欠であることが明らかになった時、アメリカ国家安全保障会議によって把握された。ウェデマイヤーは軍事航空輸送局(MATS)の作戦で副司令官のウィリアム・H・ターナーをベルリン空輸作戦の司令官に推薦した。ウェデマイヤーは、第二次世界大戦中、中国戦線のアメリカ軍の司令官を務めていたが、航空輸送司令部のインド・中国区域の司令官であったターナーはインドと中国間のハンプ空輸の再編を行い、輸送量と時間数を効率化させた実績があった。アメリカ空軍のホイト・S・ヴァンデンバーはウェデマイヤーの推薦に同意した。

### ブラックフライデー
1948年7月28日、ターナーは作戦を引き継ぐために、ヴィースバーデンに到着した。彼はアメリカ軍とイギリス軍の両軍の空輸を統合することでルメイと合意に至り、1948年10月中旬に実行に移された。MATSは直ちに	8つのC-54の飛行隊(72機)をヴィースバーデンにラインマインの空軍基地に派遣し、既に派遣済みの54機を増強し、最初の飛行隊は7月30日までに、残りは8月中旬までに合流し、世界中からかき集めてきたC-54の全乗組員の3分の2に当たる人員は輸送機1機につき3人の乗組員を割り当てるべくドイツへと移送が始まった。
ターナー到着後の2週間後の、8月13日、ターナーは、その時点でベルリンへの空輸回数が一番多かったポール・O・ライキンズに叙勲を与えるためにベルリン行きを決断した。ベルリンの雲は建物の高さくらいにまで落ち、大雨によりレーダーの視認性が悪かった。C-54が墜落し、滑走路の端で炎上し、その後ろの輸送機も避けようとしてタイヤをパンクさせてしまった。3機目の輸送機は誤って建設中の滑走路に着陸した後、地上を旋回して移動した。発効した標準手順に従って、ターナーの飛行機を含む全飛行機は悪天候下で910 mから3,700 mの高さにまで待機を命じられ、空中衝突の危険性が高まっていた。新たに投入された飛行機は空中衝突を避けるために、離陸が許可されず、地上で支援を行った。誰も死亡することはなかった一方で、ターナーはテンペルホーフの管制塔がターナーが上空をぐるぐる回っているときに、状況を制御できなかったことに戸惑いを感じた。ターナーは自機を除く全飛行機に対して即刻帰投することを無線で命令した。これはブラックフライデーと呼ばれ、ターナーは空輸の成功が始まったのはこの日以降だと述べている。
ブラックフライデーの結果、ターナーは新しいルールを制定した。計器飛行方式は視界に関わらず、常に動作させること、そして、出撃時のベルリン着陸は一度で行い、アプローチに失敗した場合は反転し帰投することとした。これによりスタックは完全になくなった。直線進入であれば、9機の輸送機を着陸させる時間で30機の輸送機を着陸させられること、300 tの貨物を輸送することができることがわかった。事故発生率と遅延は即時に降下した。ターナーは、C-54で10 tの貨物を降ろせる時間は、C-47の3.5 tの貨物を降ろす時間と同じくらいだったことに気づき、C-47輸送機からC-54輸送機への切り替えを行なうことにした。この効率性の原因としては、C-47の荷下ろしをする場所は傾斜があるためだった。三輪ギアのC-54の貨物デッキは水平に作られており、これにより、トラックがバックして素早く荷下ろしができた。輸送機の切り替えは1948年9月28日以降に実施された。
7月31日、ターナーは、乗組員達が空港で食事をとってから、輸送機に戻るのに時間がかかり過ぎていることに気づき、ターナーはベルリン赴任中はいかなる理由があっても輸送機を離れてはならないと命じた。その代わり、ジープにスナックバー機能を備え付け、荷下ろし中でも、輸送機で食事がとれるようにした。輸送機のパイロット、ゲイル・ハルボーセンは後に、「ターナーはスナックバーにはきれいなドイツ人女性達を配属していた。彼女らは私たちが忙しくてデートできないのを知っていた。そんなわけで、彼女はとてもフレンドリーだった」と述べている。作戦将校はパイロットが食事中に滑走許可やその他諸々の情報を渡していた。エンジンが停止するとすぐに荷下ろしが始まり、ラインマイン又はヴィースバーデンに帰投する、離陸前のターンアラウンド時間は30分に短縮された。
イギリス空軍はショートサンダーランドをベルリン近くハーフェル川に係留し、塩を荷下ろししていた。限られた輸送機を最大限に活用するために、ターナーはこれまでの輸送間隔を、3分、150 mごととして、高度の上限も1,800 mにした。メンテナンスは25時間、200時間、1000時間での点検が最優先事項となり、より一層輸送機が有効活用されるようになった。ターナーはシフトも6時間に変更し、1日に1,440回着陸させた。
1948年8月の終わりまでには、空輸は成功したと言えた。一日に1,500回以上の飛行をこなし、西ベルリンへの供給を十二分に維持できる4,500 t以上の貨物を輸送していた。1949年1月から、225機のC-54機が空輸任務に従事していた。空輸の量は1日に5,000 tにも達した。

### Operation Little Vittles
アメリカ空軍のパイロット、ゲイル・ハルボーセンがキャンディとチューインガムを手製のパラシュートで投下することを思いついた。これは後に、Operation Little Vittlesといわれた。ゲイルは公休時にベルリンへと飛び、カメラで映画を作ることにした。彼は1948年7月17日、テンペルホーフ空港へと到着し、輸送機を見ている滑走路の端に集まった子供たちのところへ行った。彼は自己紹介し、輸送機についてどう思うか尋ね始めた。友好のしるしとして、彼は2本のチューインガムを差し出した。子供たちはチューインガムを分け、紙包みの匂いも嗅いでいた。ゲイルは子供たちの感謝する様子と、我先にチューインガムを奪い合うこともなかったため、感銘を受け、子供たちに、今度はもっと持ってくると言い残した。ゲイルが立ち去る前、1人の子供がどうやったらゲイルが飛んできたことがわかるのか尋ねた。ゲイルは、「飛行機の翼を揺らしているのが、僕の飛行機だよ」と答えた。
翌日、ゲイルは約束通り、輸送機を揺らして、地上にいる子供たちに向かって、パラシュートにチョコレートを括り付けて、投下した。この後毎日子供の数は増えていき、ゲイルはたくさんお菓子を落とすようになった。まもなく、「翼を揺らすおじさん」や「チョコレートおじさん」、「空飛ぶチョコレート」といった宛名で手紙が基地に届くようになった。他のパイロットも参加するようになり、このニュースがアメリカで報道されるや、世界中の子供がキャンディを差し出した。まもなく、大手キャンディメーカーも協力するようになった。最終的に、3 t以上のキャンディがベルリンにばらまかれ、作戦はプロパガンダの面で大成功に終わった。ドイツの子供はキャンディをばらまいた輸送機をロジーネン・ボンバーやキャンディー・ボンバーと命名した。

## ソ連側の対応
ソ連は軍事面では優位に立っていたが、戦争で疲弊した経済と社会の復興に専念していた。アメリカはより強力な海軍と空軍があり、核兵器も所有していた。両国は戦争は最早望んでおらず、ソ連は空輸の停止は求めなかった。

### 当初の反応
西側諸国による空輸が盛んになるのに対し、ソ連は東ベルリンへ来た者に対して無料で食料を提供し、配給カードの登録を行なうようにした結果、1948年8月4日までで2万2000人のベルリン市民がこのカードを受け取っていた。1949年には10万人の西ベルリン市民が東ベルリンでソ連の配給を受け取っていたとされるが、西ベルリン市民の中にはソ連の食料の配給を拒絶したものもいた。
空輸の間、ソ連とドイツの共産主義者は窮地にある西ベルリン市民に対して、心理戦を仕掛けていた。ラジオ放送では、全ベルリンはソ連当局の元にあり、西側はまもなく占領を放棄し立ち去ると放送していた。ソ連は、民主的に選出された行政府のメンバーに対して、ソ連領内にある市民ホールで執務しなければならないと嫌がらせをしてきた。
空輸の最初の数か月は、ソ連は西側の空輸を様々な手段で嫌がらせをした。例えば、ソ連の飛行機による妨害行為、空中回廊内でのパラシュート降下での妨害、そして、夜間航行中の西側パイロットに対して、サーチライトで照らすなどと言った、嫌がらせ行為をしてきた。西側によると、対空攻撃などを含む733件の嫌がらせ行為があったとしているが、これについては誇張も含まれている。妨害行為は有効に機能しなかった。イギリス空軍パイロットのディック・アルスコットは1件の妨害行為について、「ソ連の航空機が自機の20フィート上空につけてきて、いやな気分になった。ある日なんか3回も妨害飛行を受けた。次の日2回出くわした時点で、いい加減私はうんざりした。そんなわけで3回目の時は、機首を反転させ、奴の飛行機に向けた。幸いにも奴はおじけづいてどっかへ行った」と語った。

### ベルリン市政府における、共産主義者による一揆（プッチ）未遂
1948年の秋、ソ連支配下内での市民ホールで開催されるベルリン市議会で非共産系が大多数を占めるのは不可能であった。議会は1946年10月20日のベルリン暫定憲法によって選出されていた。SEDの息のかかった警察官が見守る中、共産主義者が市庁舎にある市民ホールへと侵入し、議会の妨害を行い、非共産主義者を脅した。ソ連はSEDによる市民ホールの乗っ取りを行う計画的な一揆を計画した。
3日後、アメリカ軍占領地区放送局はベルリン市民に抗議を行なうよう呼びかけた。1948年9月9日、ブランデンブルク門で50万人が集まった。空輸はその時点ではうまくいっていたが、西ベルリン市民は西側が空輸を止めてしまうのではないかということを危惧していた。SPDの市議会議員であったエルンスト・ロイターはマイクを持ち、「世界の人々よ！アメリカ、イギリス、フランスの人々よ！この街を見よ！この街のベルリン市民を見捨ててはならないし、見捨てられるはずもないと理解してくれ！」と述べた。
抗議活動の参加者はソ連占領地区に殺到し、ブランデンブルク門にかかっているソ連国旗を引きはがした。ソ連の憲兵は素早く対応し、抗議に参加した者の内1人が死亡した。張り詰めた状況はますます深刻化し、さらなる流血沙汰もあったが、イギリスが介入し、ソ連の憲兵隊を追い払った。これほど多くのベルリン市民が一同に会することはなかった。世界的な反響を呼び、とくにアメリカでは、ベルリン市民の強固な団結に対して、見捨てずに空輸を続けるべきだいうことが確立された。
ベルリン議会は19.8 %の議席を占めるSEDがボイコットしてしまい、ベルリン工科大学の食堂で開催することを決定した。1948年11月30日、SEDが選出した議員と1,100人の共産主義者をかき集め、東ベルリンのメトロポル劇場で、選出済みの市政府と民主的に選出された市議会議員を解任し、フリードリヒ・エーベルト率いる共産主義者にとって変えるという、違憲の臨時市議会を開催した。このような動きに対して、西ベルリンでは法的には有効と見なされなかったが、ソ連側は東側での活動を妨害してきた。

### 11月の選挙結果
市議会はSEDによってボイコットされ、1948年11月5日に再選挙が開かれたものの、分離選挙として、SEDから貶められ、東側では選挙の妨害が行われた。民主系の政党が議席を獲得するために立候補する一方で、SEDはこの選挙には誰も候補者は立てず、選挙のボイコットを西側で呼びかけた。しかし、選挙の結果は、西側の有権者の投票率は86.3 %で、社会民主党(SPD)が64.5 %(=76議席)を得票し、ドイツキリスト教民主同盟(CDU)は19.4 %(26議席)、LDP(ドイツ自由民主党)は16.1 %(17議席)を獲得した。
12月7日、新しい西ベルリン市議会が事実上の西ベルリン市の政府となり、市長はソ連の妨害にはあったものの、1946年初めに着任していたエルンスト・ロイターが再度市長を務めることになった。このように東西2つに分断された市政府が公認されることになった。東側では、家、通り、区単位の首長によって、共産主義体制が構築された。
西ベルリン議会はベルリンの事実上の分断を公表し、1950年10月1日発効のベルリン暫定憲法の実行範囲を西側に限定し、その他市議会、市政府、政府首長の名称を変更していった。

## イースター祭
1949年4月までには、空輸はスムーズにいくようになったものの、ターナーは慢心しないように司令部にはっぱをかけようと考えた。彼は部隊間の競争精神を信じて、ビッグイベントのアイディアと相まって、より一層の成果を出せると感じた。ターナーはイースター時に、空輸の最高記録を更新することを決定した。これを成し遂げるためには、最大最高の効率が求められ、貨物の取り扱いを簡略化し、石炭のみを空輸した。石炭はこのために貯蔵され、メンテナンススケジュールは輸送機の最大数が利用できるように変更された。
1949年4月15日の正午から、4月16日の正午まで、乗組員は懸命に働いた。そして、4月16日が終わった時には、事故もなく12,941 tの石炭が1,383回のフライトで輸送された。この成果の副次的な結果として、輸送作戦が全体的に活発化し、1日の輸送量が6,729 tから8,893 tへと増えた。4月トータルで234,476 t輸送することができた。

## 封鎖の終了

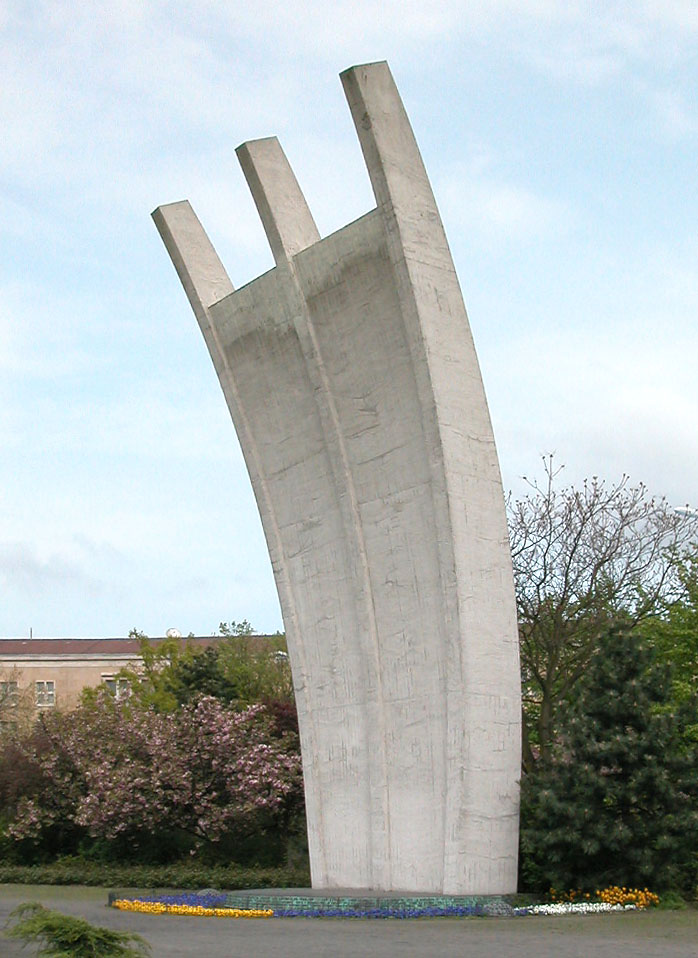
ベルリン空輸記念碑。空輸作戦を記念したもので、3本の支柱は3本の飛行ルートを表す。テンペルホーフ空港脇にある。

1949年4月15日、ソ連のタス通信がソ連による封鎖解除を報道した。次の日、アメリカ合衆国国務省が、封鎖解除への道が開かれたと述べた。まもなく、4か国が交渉を開始し、西側が提示した条件で決着を見た。1949年5月4日、西側は8日以内に封鎖を終了すると声明を発表した。
ソ連によるベルリン封鎖は1949年5月12日午前0時1分に解除された。イギリスの輸送部隊はすぐにベルリンへと向かい、西ドイツからの最初の列車は午前5時32分にベルリンに到着した。その日の遅く、大群衆が封鎖の終了を祝った。1949年5月3日にクレイ将軍の退役がトルーマン大統領によって公表されており、11,000人の米兵と数十機の航空機によって、敬礼された。帰国後、クレイはニューヨークでパレードで歓待され、アメリカの国会での演説を求められ、トルーマン大統領から勲章を授与された。
しかし、空輸については、余裕を見るためにしばらく続けられ、夜間飛行と週末の飛行については十二分に物資が整えば廃止される予定であった。1949年7月24日までには、物資は3ヶ月分が集められ、必要に応じて空輸を再開する十分な時間ができた。
ベルリン空輸は1949年9月30日に公的に終了し、実に15か月に及んだ。アメリカ空軍とイギリス空軍の輸送量は、それぞれ、前者が1,783,573 t、後者が541,937 tに及び、合計で2,326,406 tのおよそ3分の2の輸送貨物は石炭であり、合計の飛行回数は278,228回に及んだ。オーストラリア空軍は2,062回の出撃で7,968 tの貨物と、6,964人を輸送した。C-47とC-54両機の飛行距離は1億4800万 kmにも及び、地球から太陽にまで到達する距離であった。空輸の最盛期には30秒毎に輸送機が到着していた。
空輸に携わったパイロットの所属国はアメリカ、イギリス、オーストラリア、カナダ、ニュージーランド、南アフリカであった。
空輸にあたって101人が死亡し、その内訳はイギリス人が40人、アメリカ人が31人、大多数が非飛行時の事故によるものだった。
空輸にかかった費用についてはアメリカ、イギリス、西側占領地域のドイツ当局の間で折半された。概算では当時の金額で2億2400万ドルから5億ドルとされる。

## ベルリンの壁へ
冷戦状態はこの後も長引き、英米仏は統一ドイツ建設の試みをあきらめた。1949年5月にドイツ連邦共和国（西ドイツ）が、10月にドイツ民主共和国（東ドイツ）がそれぞれ建国されるが、東ドイツ（とソ連）は自国民の西ベルリンへの脱走を防止するため、1961年8月13日に突如ベルリンの壁を建設した。

## ベルリン封鎖を題材とした作品
- ハモンド・イネス 著、池央耿 訳『ベルリン空輸回廊』徳間書店、1987年。